# Акульшин, Павел Кузьмич
Павел Кузьмич Аку́льшин (1898—1980) — учёный в области линий электросвязи, доктор технических наук, профессор, лауреат Сталинской премии.

## Биография
Родился 11 января 1898 года в деревне Щигры Саратовской губернии (по другим данным — на Дальнем Востоке).
В 1916 году экстерном сдал экзамены и в 1918 году окончил школу надсмотрщиков телеграфа в Хабаровске. В 1920—1922 годах работал на телеграфной станции сначала в Хабаровске, потом — в поселке Джалинда Амурской области.
В 1922 году направлен на учёбу в Московский институт связи (электротехнический факультет МВТУ (1924—1930)). В 1928 году защитил дипломную работу по теоретическому и экспериментальному исследованию электрических фильтров, предложения и расчёты из которой нашли практическое применение.
С 1927 года работал старшим лаборантом на научно-испытательной телефонной станции (впоследствии ЦНИИС), с 1928 года — читал курс теории электрической связи на электротехническом факультете МВТУ (с 1928 года МЭИС).
В 1931—1960 годах (с перерывом в 1938—1939 годах) заведовал кафедрой МЭИС, которая последовательно называлась кафедрой распространения электромагнитной энергии по проводам, кафедрой теории связи по проводам, кафедрой теории электрической связи.
Также до 1962 года руководил лабораторией в ЦНИИС, в которой проектировал воздушные линии связи, разрабатывал теорию взаимных влияний цепей связи.

## Научная деятельность
В 1930-е годы участвовал в строительстве самой протяжённой в мире воздушной телефонно-телеграфной магистрали Москва-Хабаровск (введена в эксплуатацию в 1939 году), предложил наиболее экономичную схему скрещивания цепей, что позволило подвешивать медные цепи магистрали на уже существующей столбовой телеграфной линии вдоль транссибирской железной дороги.
Во время войны под его руководством была построена воздушная телефонная магистраль Самарканд-Красноводск-Баку, имевшая важное стратегическое значение. Имел звание инженер-капитан.
Доктор технических наук, профессор.
Автор теории скрещивания цепей воздушных линий связи. Опубликовал более 100 печатных трудов, в том числе около 20 учебников и учебных пособий.

### Сочинения
- Комплексные величины и действия над ними / Инж.-электрик П. К. Акульшин. — [Москва] : Студенческий электротехн. кружок МВТУ, 1930. — 68 с., 5 л. табл.; 23 см.
- Теория связи по проводам [Текст] : Утв. ВКВШ при СНК СССР в качестве учебника для втузов связи / проф. П. К. Акульшин, доц. И. А. Кощеев, доц. К. Е. Кульбацкий. — Москва : Связьиздат, 1940. — 568 с. : черт., граф., схем.; 26 см.
- Скрещивание телефонных цепей [Текст]. — 3-е изд., перераб. и доп. — Москва : Связьиздат, 1953. — 164 с. : черт.; 23 см.
- Распространение электромагнитной энергии по проводам [Текст] : Учебник для втузов связи : Раздел: Цепи с распределенными постоянными. — Москва : Связьтехиздат, 1937 (Тип. «Гудок»). — 447 с. : ил.; 22 см.
- Взаимные влияния на воздушных линиях связи [Текст] / П. К. Акульшин. — Москва : Связь, 1977. — 144 с. : ил.; 21 см.
- Скрещивание телефонных цепей линий связи Красной Армии [Текст] / Проф. П. К. Акульшин. — Москва : Воен. изд-во, 1945. — 42 с., 1 л. схем. : ил.; 20 см.

## Признание
- Сталинская премия третьей степени (1949) — за усовершенствование телефонно-телеграфной связи
- ордена и медали